# Sherlock Holmes détective conseil
Sherlock Holmes détective conseil (Sherlock Holmes Consulting Detective) est un jeu d'enquête logico-déductif de Gary Grady, Suzanne Goldberg et Raymond Edwards, où les joueurs doivent résoudre des énigmes criminelles, en compétition amicale avec Sherlock Holmes. 
Pour cela, ils suivent des pistes dans un livret selon un principe apparenté à la fois au livre dont vous êtes le héros et au jeu de rôle, s'appuyant sur les indices disséminés dans les différents paragraphes suivis, ainsi que dans des coupures de presse, pour tenter de bâtir le bon raisonnement explicatif. Le jeu peut se jouer seul ou à plusieurs, en mode compétitif ou coopératif.
Paru aux États-Unis de manière confidentielle en 1981, puis de manière plus large en 1984 chez Sleuth Publications, le jeu a été distribué en français par les Éditions Descartes en 1985  avant de connaître une longue éclipse.
Sherlock Holmes détective conseil connaît une seconde vie à partir de 2011 et rencontre cette fois un large succès à la suite de sa réédition chez l'éditeur français Ystari, dans une version augmentée et améliorée à la fois dans son contenu narratif, ses visuels et son ergonomie.
En 2016, le jeu connaît une troisième incarnation chez l'éditeur français Space Cowboys.

## Accessoires
En sus des livrets d'enquêtes, le jeu fournit une édition du Times datée du jour de chaque enquête, une carte de Londres sectorisée et numérotée, et un répertoire faisant office d'annuaire.

## But du jeu
Le joueur incarne un des membres du groupe des Irréguliers de Baker Street, traduit en français par « francs-tireurs de Baker Street ». À l'aide des accessoires cités précédemment, d'informations données au départ de l'affaire et d'une liste d'informateurs aux qualifications variées (du médecin légiste au chroniqueur mondain), le joueur doit, seul ou en groupe, résoudre les énigmes qui lui sont proposées. À la fin du jeu, quand il pense avoir identifié le ou les coupables et avoir déduit leur mobile, le joueur répond à un questionnaire où chaque bonne réponse lui rapporte des points. L'objectif ludique, au-delà de l'élucidation de l'énigme, est de battre Sherlock Holmes en marquant plus de points que lui, c'est-à-dire en suivant le moins de pistes possibles (le joueur doit retirer cinq points à son score pour toute piste supplémentaire à celles suivies par Holmes). Si les joueurs ont choisi de proposer leurs solutions non en groupe mais séparément, chaque joueur confronte également son score à celui des autres pour déterminer un classement.

## Historique des éditions
Cet historique ne traite que de l'édition américaine originale et des éditions françaises. Les éditions dans d'autres langues ne sont pas ici reproduites.

### Édition originale (1981)
La boîte de jeu offre dix « affaires » à résoudre, de difficulté variable. 

#### Suppléments à l'édition de 1981
- 1983 : The Mansion Murders[1]
- 1984 : The Queen's Park Affair[1]
- 1986 : Sherlock Holmes & the Baby (affaire publiée dans le magazine " Different Worlds " N° 44 de Nov/Dec 1986 - inédit en français)
- 1988 : Adventures by Gaslight (traduction anglo-saxonne de L'Affaire de l'Oiseau de Papier)
- 1995 : West End Adventures (inédit en français jusqu'en 2016)

### Première édition française (1985)
Le jeu se présente sous la forme d'un gros classeur contenant les dix enquêtes suivantes :
- Première affaire : Le Magnat des Munitions ( 20 mars 1888 )
- Deuxième affaire : La Meurtrière Mystifiée ( 4 juillet 1888 )
- Troisième affaire : Les Lions Londoniens ( 17 août 1888 )
- Quatrième affaire : Le Mort Mystérieux ( 5 mars 1889 )
- Cinquième affaire : La Malédiction de la Momie ( 12 avril 1889 )
- Sixième affaire : Le Compte du Banquier ( 11 avril 1890 )
- Septième affaire : Les Meurtres de la Tamise ( 4 juin 1890 )
- Huitième affaire : Le Soldat de Plomb ( 10 juin 1890 )
- Neuvième affaire : L'Avoué Dévoué ( 26 juin 1890 )
- Dixième affaire : Les Tableaux Volés ( 22 janvier 1891 )

#### Suppléments à l'édition de 1985
1986 : Meurtres à Carlton House contenant les cinq enquêtes suivantes :
- Onzième affaire : La Fin d'un Néphaliste ( 15 septembre 1888 )
- Douzième affaire : L'Histoire de la Piste Tordue ( 15 avril 1889 )
- Treizième affaire : La Débutante Défenestrée ( 8 juin 1889 )
- Quatorzième affaire : Le Retrait du Colonel en Retraite ( 27 juillet 1889 )
- Quinzième affaire : Le Triple Empoisonnement ( 16 septembre 1889 )

1986 : L'Affaire de l'Oiseau de Papier ( du 21 au 25 mai 1889 ) (enquête inédite française - Auteurs : Jacques et Nadine Thiriat)
1986 : L'Affaire de Queen's Park ( du 5 au 7 septembre 1888 )

### Édition de 2011
Le principe du classeur est abandonné au profit de livrets d'enquêtes individuels. L'ordre initial des enquêtes est modifié. Leur contenu a été revu et amélioré, afin d'offrir l'expérience ludique la plus réussie possible. Le jeu est illustré par Arnaud Demaegd et Nériac.
La boîte de base est composée de :
- Première affaire : Le Magnat des Munitions ( 12 mars 1888 )
- Deuxième affaire : Le Vieux Soldat ( 11 juin 1888 )
- Troisième affaire : L'Orpheline Emprisonnée ( 4 juillet 1888 )
- Quatrième affaire : Les Mystères de Londres ( 17 août 1888 )
- Cinquième affaire : Le Mort Mystérieux ( 5 mars 1889 )
- Sixième affaire : La Malédiction de la Momie ( 12 avril 1889 )
- Septième affaire : Le Compte du Banquier ( 11 avril 1890 )
- Huitième affaire : Les Meurtres de la Tamise ( 4 juin 1890 )
- Neuvième affaire : L'Avoué Dévoué ( 26 juin 1890 )
- Dixième affaire : Les Tableaux Volés ( 22 janvier 1891 )

Cette édition est traduite en anglais, en espagnol et en italien.

#### Suppléments à l'édition de 2011
Sauf mention contraire, les enquêtes suivantes sont conçues et écrites par Raymond Edwards, Suzanne Goldberg et Gary Grady. Ces enquêtes sont vendues à l'unité (Carlton House et Queen's Park exceptés) et nécessitent les accessoires de la boîte de base pour pouvoir être jouées :
- Onzième affaire : La Rançon du diable ( 18 mars 1891 ) (enquête inédite, 2012 - Auteur : Thomas Cauet)
- Douzième affaire : La Piste tordue ( 15 avril 1889 ) (2012)[4]
- Carlton House (2012)[5] :
  - Treizième affaire : La Fin d'un Néphaliste ( 15 septembre 1888 )
  - Quatorzième affaire : L'Assassin Habite au 221 ( 1er avril 1889 ) (enquête inédite, 2012 - Auteur : Thomas Cauet)
  - Quinzième affaire : La Débutante Défenestrée ( 8 juin 1889 )
  - Seizième affaire : Le Colonel en Retraite ( 27 juillet 1889 )
  - Dix-septième affaire : Le Triple Homicide ( 16 septembre 1889 )
- Dix-huitième affaire : Les Masques Africains ( 5 février 1902 ) (enquête inédite, 2013 - Auteur : Stéphane Anquetil)
- Dix-neuvième affaire : Queen's Park ( du 5 au 7 septembre 1888 ) (2014)[6]
- Vingtième affaire : L'Homme sans Visage ( 27 octobre 1887 ) (enquête inédite, 2014 - Auteur : Cédric Lapouge)

### Éditions de 2016 - 2020
En 2016, Ystari et Space Cowboys joignent leurs efforts pour repenser complètement la présentation de la gamme Sherlock Holmes détective conseil. Désormais les affaires sont regroupées dans plusieurs boites pouvant toutes se jouer de façon autonome. Chacune contient 10 enquêtes, les journaux en rapport, le plan retravaillé de Londres (et des plans additionnels si besoin est), ainsi que l’annuaire. Le format des accessoires, l'ergonomie et l'environnement graphique sont repensés. 

## Adaptations
Le jeu a été adapté en jeu vidéo sous son titre original en anglais, Sherlock Holmes: Consulting Detective par la société ICOM Simulations (en) sous la forme de trois volumes parus entre 1991 et 1993. Il a la particularité d'être l'un des premiers jeux sur format CD-ROM et est sorti sur une grande partie des supports CD de l'époque.

## Distinctions
- Prix Charles S. Roberts (Origins Award) pour le meilleur jeu de plateau fantastique de l'année 1982
- Meilleur jeu de l'année 1982 par Games Magazine
- Spiel des Jahres  1985[1]
- As d'or Prix du Jury 2012 (pour la réédition 2011 du jeu par Ystari Games)[7]